# منتخب ماليزيا لكرة القاعدة
منتخب ماليزيا لكرة القاعدة هو ممثل ماليزيا الرسمي في المنافسات الدولية في كرة القاعدة
.